# Proelección

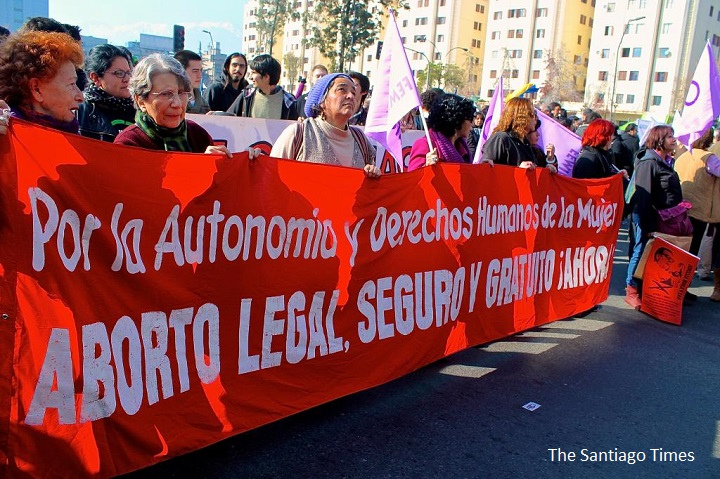
Marcha por el aborto legal en Santiago de Chile en julio de 2013.

La libertad de elección ante un embarazo no deseado es defendida por los movimientos por el derecho al aborto libre, conocidos como proelección o pro-choice en inglés, reivindican el acceso al aborto inducido libre en condiciones legales y seguras para la mujer embarazada y argumentan que es un derecho de la mujer recogido en los derechos reproductivos y condición necesaria para una verdadera autonomía reproductiva.
Entre las organizaciones internacionales que defienden los derechos reproductivos y el libre acceso seguro al aborto están la Organización Mundial de la Salud (OMS), Amnistía Internacional (AI), Human Rights Watch (HRW), y más específicamente Planned Parenthood, Instituto Guttmacher, The Tabbot Foundation, Women on Waves Women's Link Worldwide, e Ipas México.

## Concepto de libertad de elección

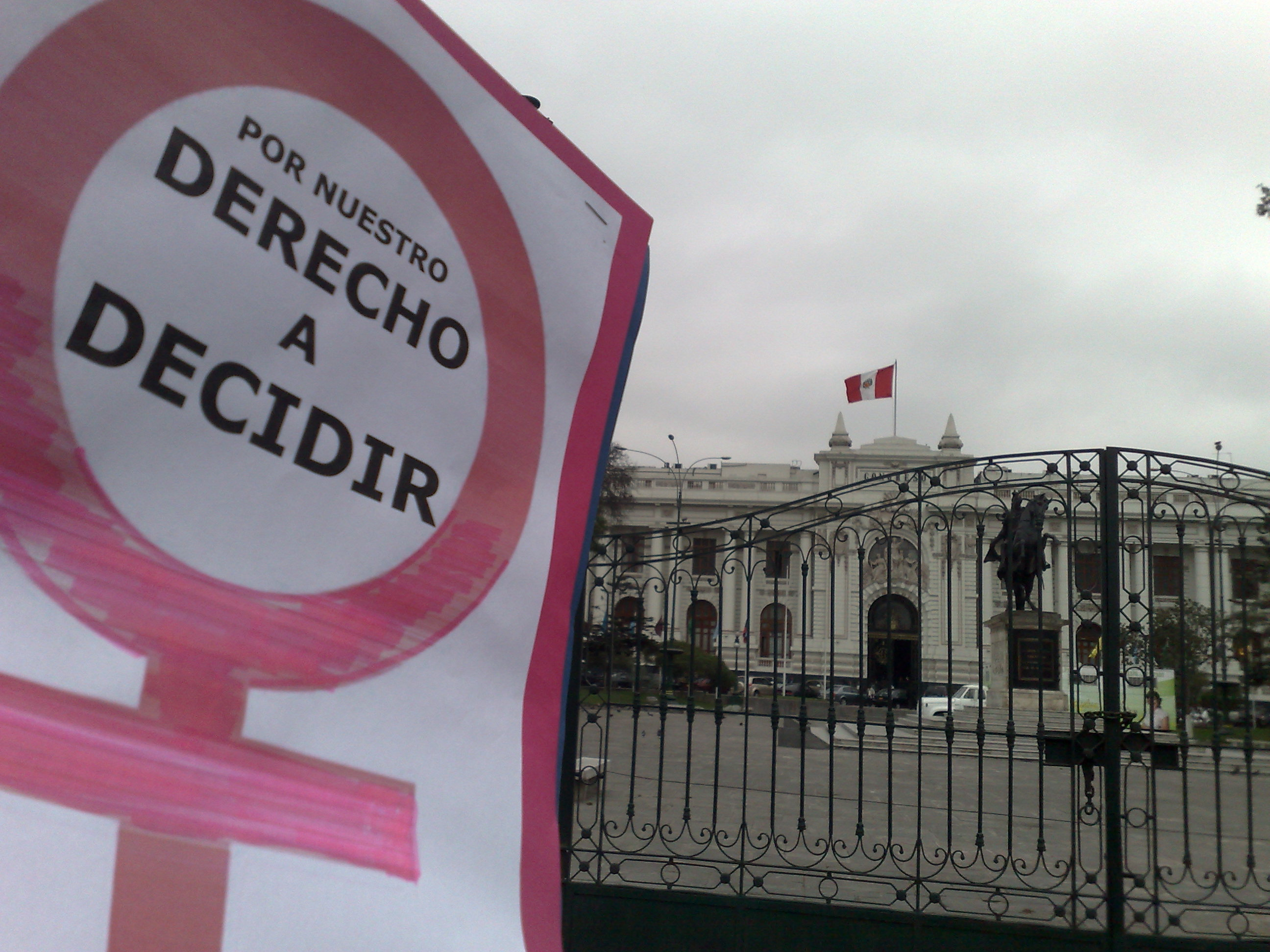
Cartel por el derecho a decidir frente al Congreso de la República del Perú, en la ciudad de Lima.

### Liberalismo, libertad, derechos civiles y derechos humanos
Los defensores de la libertad de elección (proelección) consideran que todos los seres humanos deben tener la libertad para decidir si quieren o no tener hijos y en qué momento.
La libertad de elección tiene su origen es la libertad individual que incluiría la libertad reproductiva con pleno ejercicio de la autonomía reproductiva y los derechos reproductivos establecidos por la Organización Mundial de la Salud (OMS).
El concepto de libertad individual, del que se derivan los otros conceptos señalados (autonomía reproductiva, y libertad reproductiva que sustentan derechos sexuales y reproductivos) fue construido por el liberalismo y se ha utilizado ampliamente para describir muchos de los movimientos políticos de los últimos siglos: Revolución francesa, abolición de la esclavitud, sufragio universal, sufragio femenino y se inscriben dentro de la tradición de los conocidos como Derechos civiles y políticos considerándose que deben ser reconocidos como derechos humanos y derechos fundamentales.

### Aborto libre y aborto forzado
Si la libertad de elección se sustenta en el concepto de libertad individual la defensa de dicha libertad a la hora de interrumpir un embarazo recae en el individuo con plena autonomía por lo que el aborto obligado o forzado, por personas ajenas a quien está embarazada o es responsable del mismo, se considera que coarta la libertad individual y la plena autonomía del individuo y, en su caso, puede considerarse violencia contra la mujer.

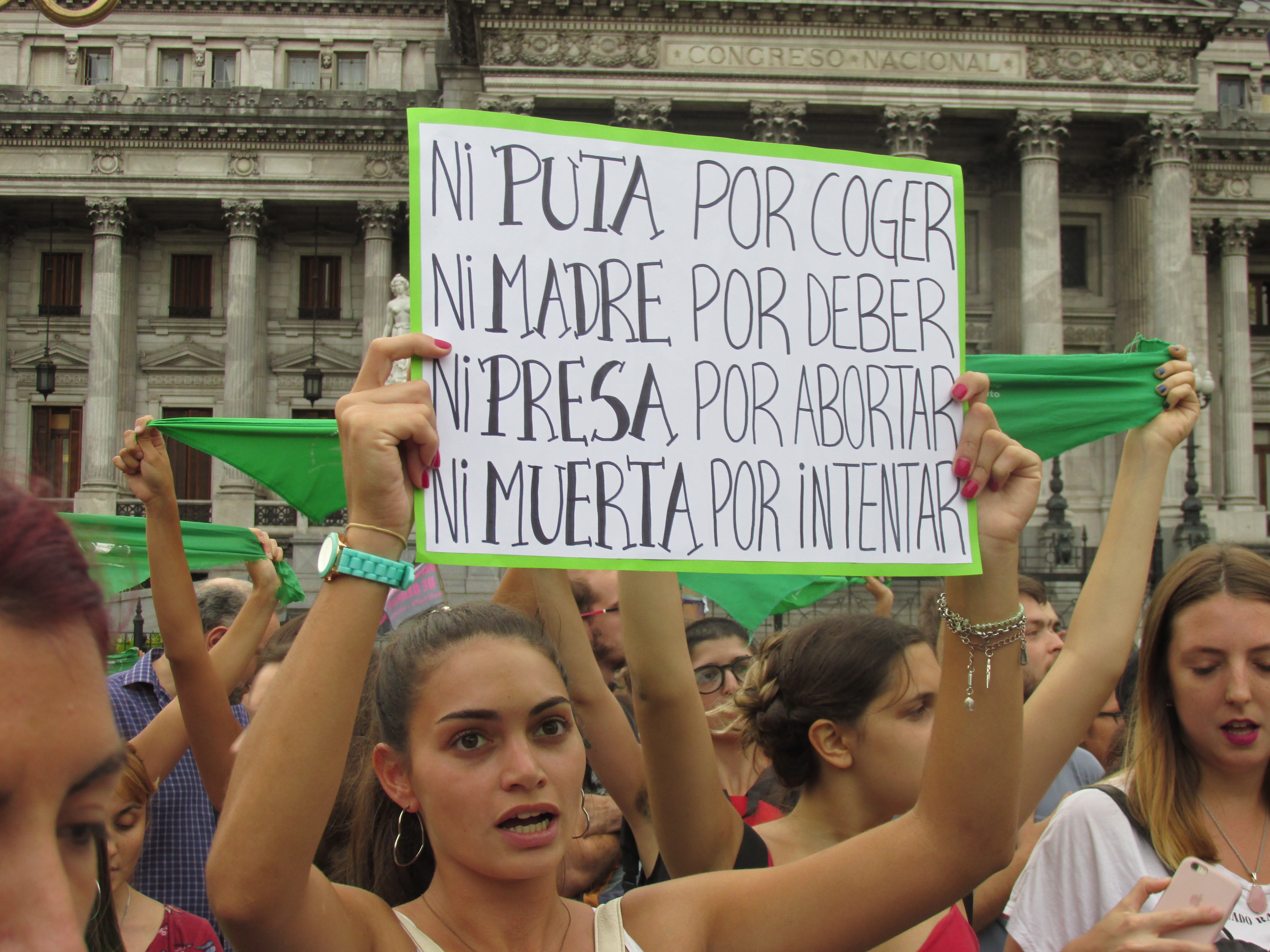
Manifestantes por el aborto legal en Buenos Aires, Argentina en 2018. Al fondo, el edificio de la sede del poder legislativo (Congreso Nacional).

### Educación sexual y anticonceptiva
Los defensores de la libertad de elección ante un embarazo no deseado defienden el acceso a la educación sexual y la anticoncepción de mujeres y hombres, con el objeto de poder tener una buena salud sexual y salud reproductiva. Además, esa educación permitiría reducir el número de embarazos no deseados y no tener que encontrarse ante la elección de seguir o no con el embarazo.

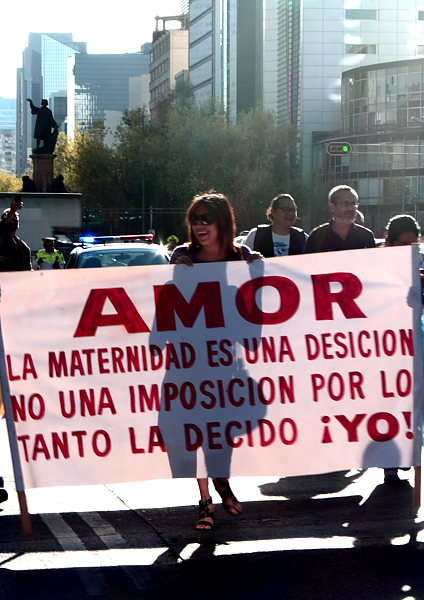
Manifestación en el día por la despenalización del aborto en América Latina y el Caribe (28 de septiembre).Ciudad de México.